# Deniss Romanovs
Deniss Romanovs (n. 2 septembrie 1978) este fotbalist leton care evoluează la clubul FC Cenderawasih din Papua Noua Guinee. În sezonul 2008-2009 a jucat în Liga I, pentru FC Dinamo București.